# 과라니족의 예수회 선교단 시설 (아르헨티나)
과라니족의 예수회 선교단 시설은 스페인 제국주의 시대에 선교사들이 아메리카 대륙에 세운 여러 교회등의 건물들을 말한다. 현재 아르헨티나 영토 내에는 산 이그나시오 미니(스페인어:San Ignacio Miní), 산타 아나(스페인어:Santa Ana), 누에스트라 세뇨라 데 로레토(스페인어:Nuestra Señora de Loreto), 산타 마리아 라 마요르(스페인어:Santa Maria la Mayor)가 지정되어 있다.
18세기 많은 예수회 신도들이 이 주변에서 살았으나 1767년에 있었던 예수회 탄압 이후 이곳에 살던 사람들은 거의 다 떠나버렸고 선교 시설들은 1817년까지 거의 다 파괴되었다.
현재는 옛날 유적들의 흔적이 남아 그 당시의 건축 양식과 생활 방식등을 알려주는 좋은 자료가 되고 있는데, 이러한 중요성을 감안하여 유네스코는 1984년에 4개의 유적을 세계유산으로 지정하였다.

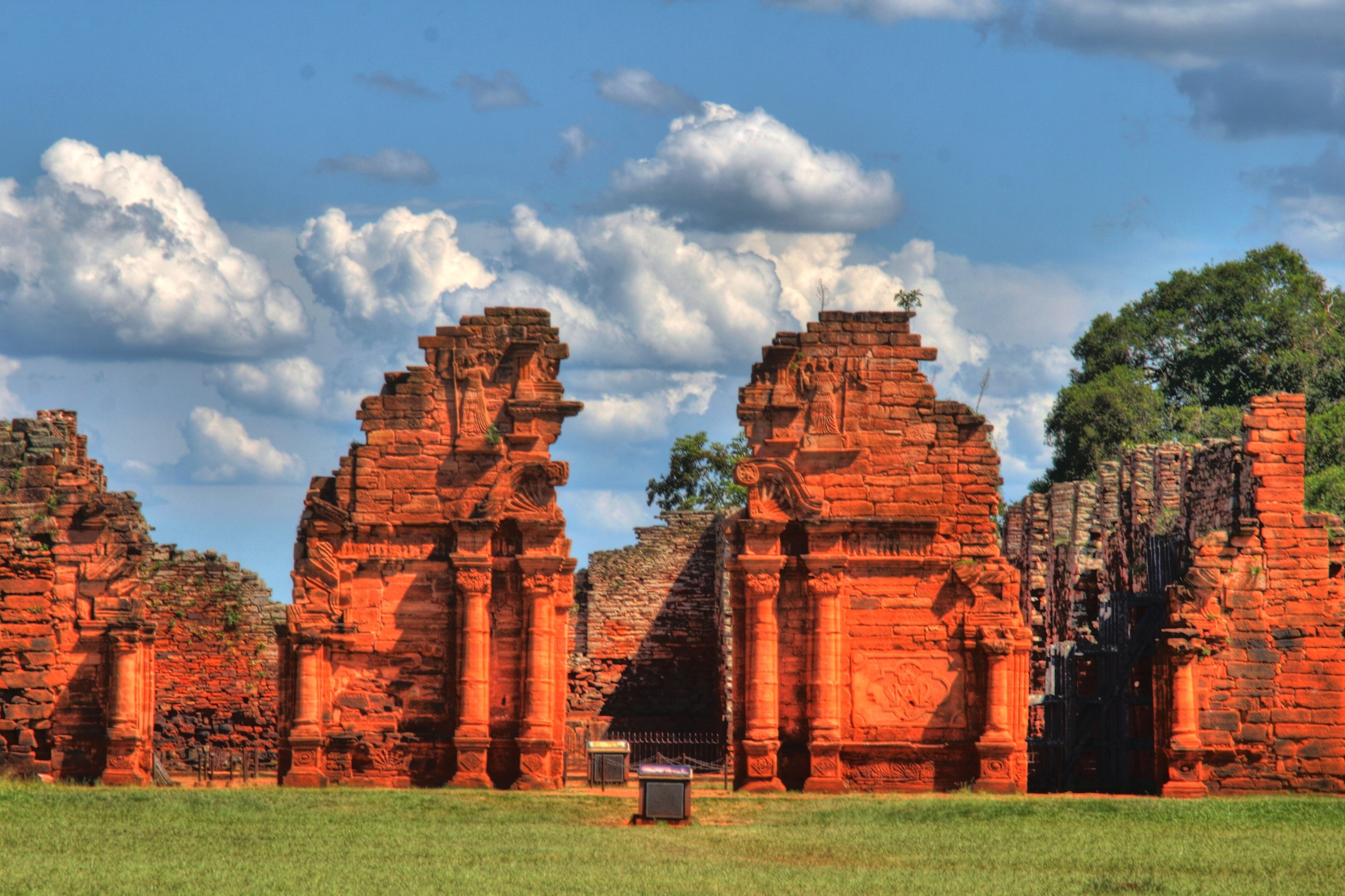
산 이그나시오 미니

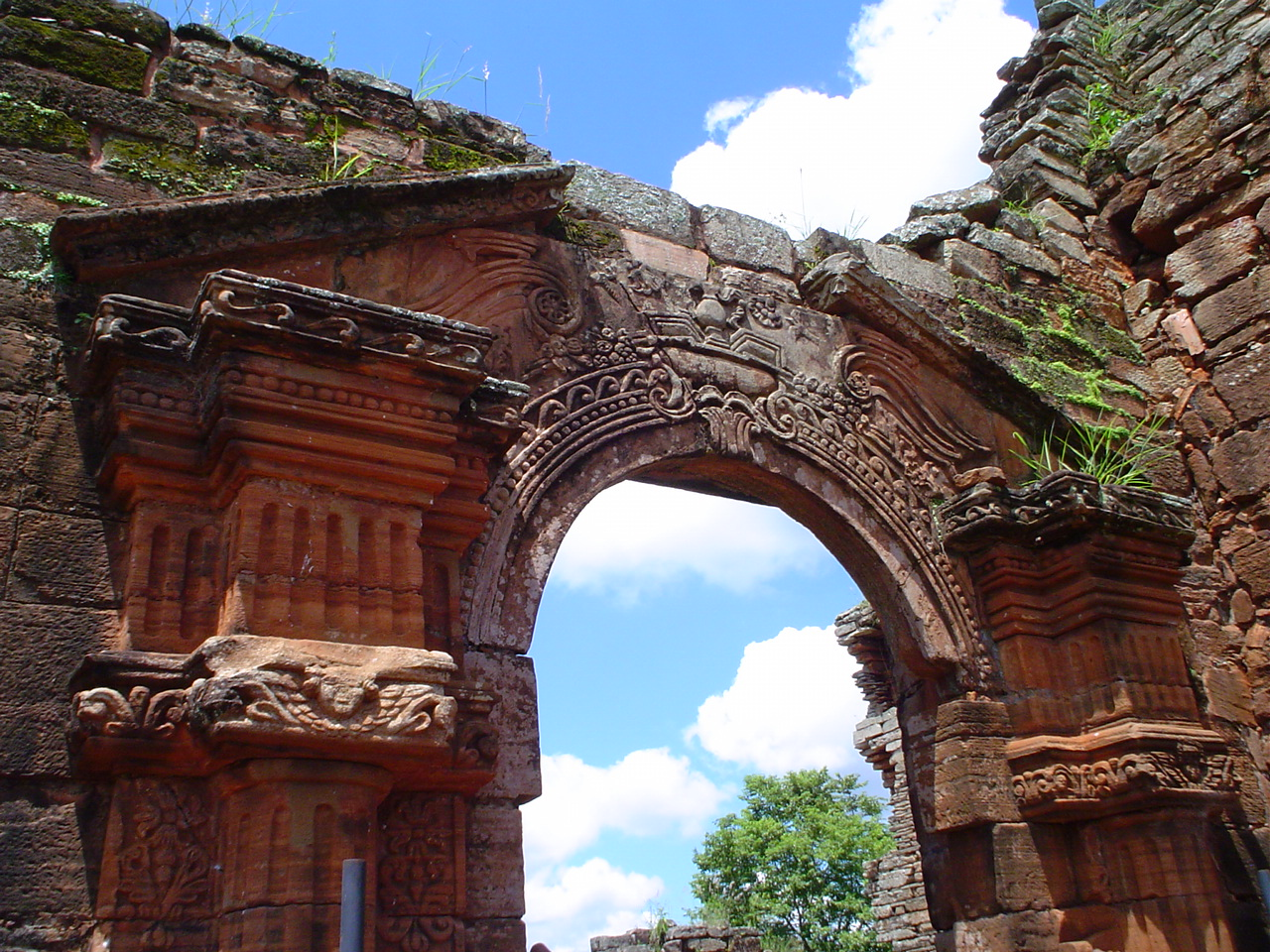
교회의 측면 입구